# Ermenegildo Soncini
Ermenegildo Soncini (Milano, 12 marzo 1918 – Milano, 18 febbraio 2013) è stato un architetto italiano.

## Biografia
Intraprese gli studi alla fine degli anni trenta al Politecnico di Milano, acquisendo una formazione che porta i segni inequivocabili della cultura razionalista. Si laureò in Architettura nel 1942. 
Dopo qualche anno di attività indipendente, in cui eseguì piccoli progetti per case private di villeggiatura, nel 1947 apri uno studio con il fratello Eugenio Soncini. Insieme costruirono molti edifici a Milano: la Torre Breda (originariamente nota come il Grattacielo di Milano), le Case di cura private Madonnina e Capitanio, i palazzi per uffici della Michelin italiana, della Galbani e della Compagnia di Assicurazione di Milano, la Torre Tirrena e il palazzo La Serenissima. Per maggiori dettagli sulle opere si rimanda alle pagine di esse e a quella del fratello Eugenio.
Personalità mite e schiva, si occupò della parte progettuale più legata al proprio campo specifico (design e arredamento d’interni) lasciando al fratello Eugenio il compito dell’ideazione degli organismi architettonici, della progettazione complessiva e della gestione dei rapporti con la committenza. La febbrile attività dello studio gli causò problemi di salute che lo spinsero ad assentarsi per periodi intermittenti. Dal 1963 si trasferì a Rapallo, seguendo così in maniera solo marginale l’attività dello studio, sino alla sua definitiva chiusura nel 1973.

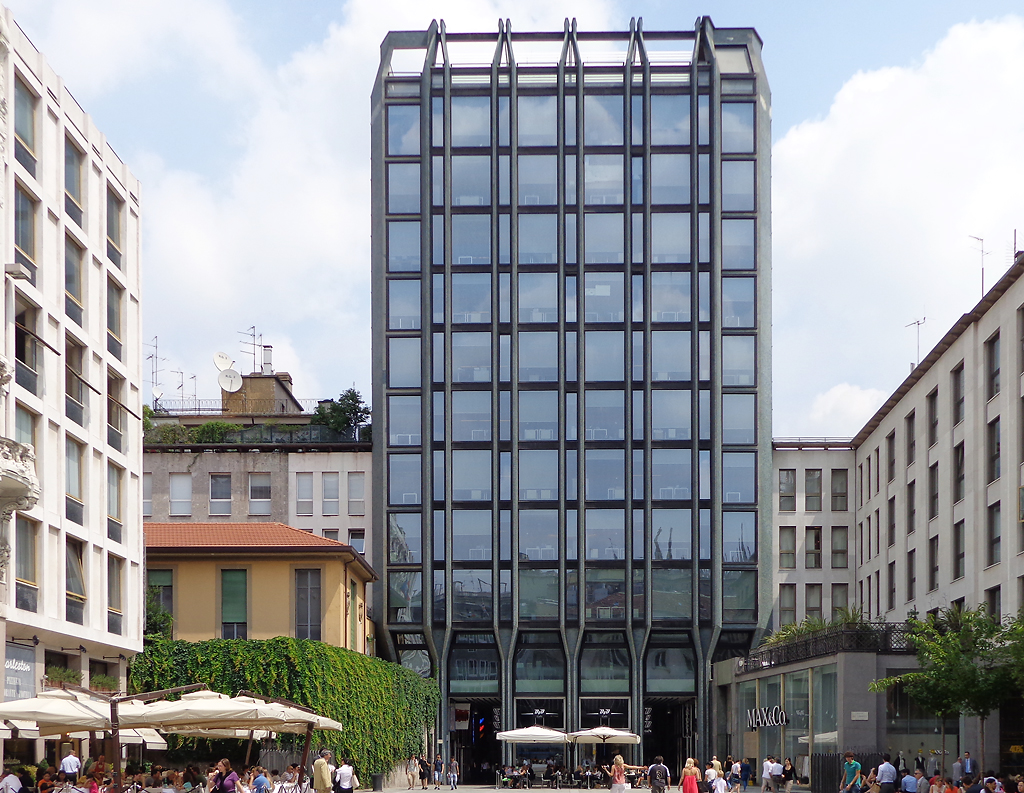
La Torre Tirrena in Piazza Liberty, Milano

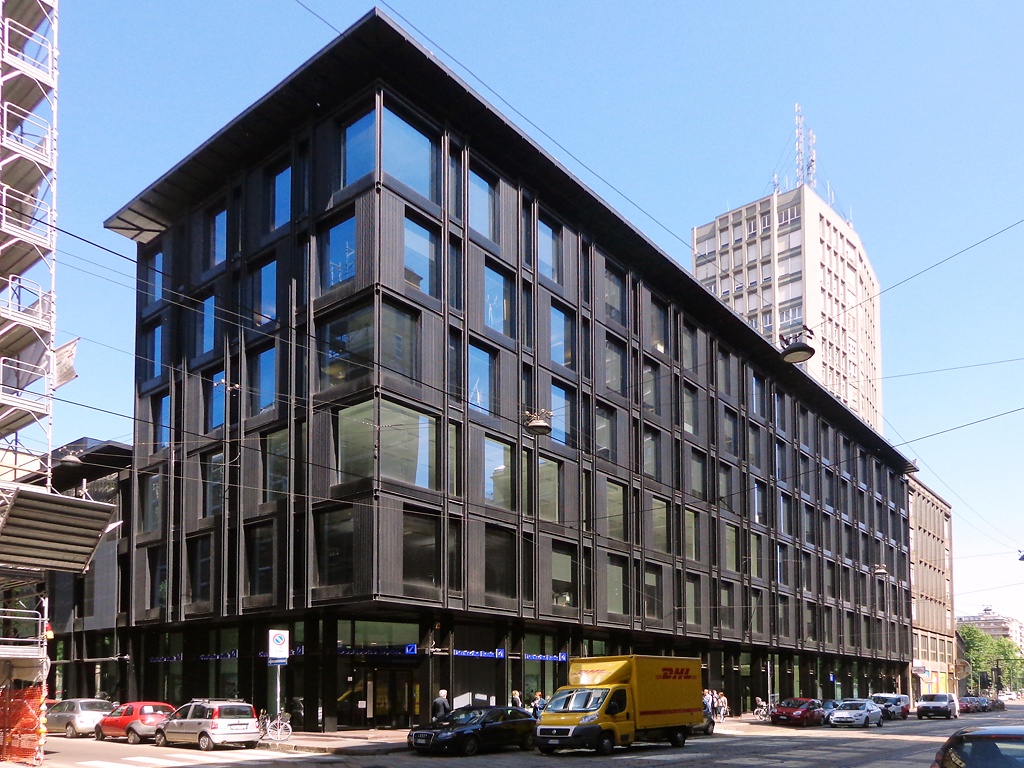
Palazzo La Serenissima in via Turati, Milano

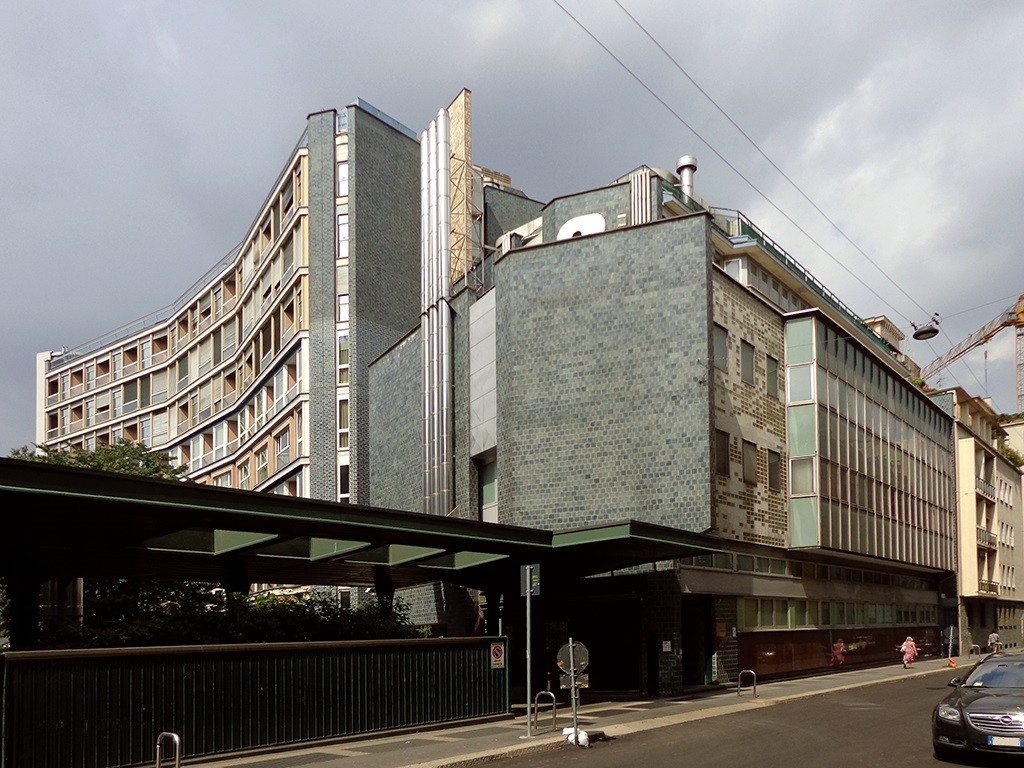
La Casa di Cura La Madonnina, Milano

## Opere
1946 Stadio con tribuna, a Lomazzo
1946/47 Palazzo per uffici Michelin, in Corso Sempione, Milano
1946/48 Palazzo del Marchese Casati Stampa di Soncino, in Via Torino, Milano
1946/48 Palazzo Trevie, in Via De Amicis 28, angolo Via Cesare Correnti e Via Camminadella, Milano
1948/50 Palazzo della SKF Italia., in Via Turati, Milano
1948/50 Sede della Società Condor, a Rho (Milano)
1949 Hotel du Lac, sul Lago di Lugano, a Porto Ceresio
1949/50 Casa di cura Capitanio, in Via Mercalli, Milano
1950/51 Raffineria di petrolio e prodotti chimici (per la Società Condor), a Pantenedo di Rho (Milano)
1952/54 Grattacielo di Milano (noto anche come Torre Breda) progettato con L. Mattioni, in Piazza della Repubblica, Milano
1953/55 Palazzi per la Riunione Adriatica di Sicurtà (RAS), in Via Turati, Milano
1954 Padiglione per la Breda, Sesto S. Giovanni, Milano
1954/55 Opera Sociale Femminile, in Via Ippocrate, Milano
1954/55 Palazzo Galbani , in Via F. Filzi, Milano (con G. Pestalozza e L. Nervi)
1954/55 Palazzetto ad uffici, in Via Unione, Milano
1954/55 Ospedale di Circolo di Saronno, Varese
1955/56 Albergo Ambrosiano e Opera della Cardinal Ferrari, in Via S. Sofia, Milano
1956/57 Torre Tirrena, in Piazza Liberty, Milano
1956/64 Palazzo per l'Istituto Romano di Beni Stabili (IRBS), in Via Meravigli, Milano
1957/58 Scuole elementari, nel Comune di Rovello Porro, Saronno (Varese)
1957/59 Casa di cura La Madonnina, in Via Quadronno, Milano
1958 Hotel del Centro, in Via Broletto, Milano
1958/60 Chiesa, a Chak Chumbra, Pakistan
1958/60 Chiesa, a Caquetà, Columbia
1958/65 Palazzo della Compagnia di Assicurazione di Milano, in Via del Lauro, Via Bossi, Milano
1958/65  Grande complesso Ente Opere Sociali Don Bosco, a Sesto S. Giovanni (Milano)
1959 Fabbrica di aeroplani, in Argentina
1959 Progetti per Scuole convitto Istituto di Assistenza per Minorenni, per conto dell’Ente Comunale Assistenza (ECA), Milano
1960/62 Casa di abitazione con negozi ed uffici, in Viale Gian Galeazzo, angolo Via Aurispa, Milano
1960/63 Gruppi di fabbricati in Via Chiusa, Via Disciplini (per conto della I.R.B.S.), Milano
1960/64 Clinica De Luca, Castelnuovo Daunia (Foggia)
1961/62 Palazzina Crosti, in Via Buonarroti, Milano
1961/63 Palazzo per uffici IRBS, in Via Bordoni, Milano
1961/63 Sede della Società Malinverno, in Via Custodi, Milano
1963 Gruppi di fabbricati residenziali, in Via De Amicis, angolo  Via Torino, Via C. Correnti, Via Camminadella, Milano
1963/64 Palazzo per uffici della Società Cagisa, in Piazza IV Novembre, Milano
1963/65 Serie di case di abitazione, in Via Correggio, Milano
1963/65 Casa di Cura Sant'Anna, Imperia
1963/66 Istituto S. Ambrogio, in Via Melchiorre Gioia,  Milano
1965 Clinica privata, ad Istanbul
1965 Casa, in Via Roentgen, Milano
1965/66 Serie di case, in Viale Bligny, Via S. Croce, Milano
1966/68 Palazzo La Serenissima,  in Via Turati angolo Cavalieri,  Milano